# Улица Калинина (Пенза)
У́лица Кали́нина — улица в Пензе, начало которой расположено в историческом центре города. Проходит от улицы Лермонтова через Южную Поляну до Окружной улицы. Главная транспортная магистраль в южной части города

## История
Северная часть улицы является одной из старейших в Пензе, известна с 1782 года как Верхне-Покровская. Улица называлась так потому, что чуть ниже её находилась Покровская церковь. С 1902 года улица стала называться Покровской. После революции, в феврале 1919 года ей было дано новое наименование — улица Фридриха Адлера, австрийского революционера. С декабря 1926 года в связи с резко критическим отношением Адлера к коммунистической идеологии улица была в очередной раз переименована и в числе тысяч других улиц СССР получила имя советского государственного деятеля М. И. Калинина. После Великой Отечественной войны в связи со строительством на южной окраине города Дизельного завода в Пензе возник новый район — Южная поляна, основной транспортной магистралью которого стало продолжение улицы Калинина до завода и далее на юго-восток до села Кривозерье.

## В настоящее время на улице Калинина располагаются
Предприятия:
- Открытое акционерное общество «Пензадизельмаш» (Пензенский дизельный завод) — промышленное предприятие, ведущий в России производитель дизельных двигателей для тепловозов;
- Фабрика игрушек;
- Торговый центр «Фортуна».

Учебные заведения:
- Средняя общеобразовательная школа № 25.

Спортивные объекты:
- Дворец водного спорта;
- Стадион «Первомайский».[2]

Лечебно-профилактические учреждения:
- Областная наркологическая больница;
- Поликлиника Больницы № 5.

Госучреждения: